# Gonodrepanum furcatum
Gonodrepanum furcatum är en mångfotingart som beskrevs av Christoph D. Schubart 1945. Gonodrepanum furcatum ingår i släktet Gonodrepanum och familjen orangeridubbelfotingar. Inga underarter finns listade i Catalogue of Life.